# Dmitri Vodénnikov
Dmitri Boríssovitx Vodénnikov (rus: Дми́трий Бори́сович Воде́нников, nascut el 22 de desembre de 1968 a Moscou) és un poeta i assagista rus.
El 2002, fou esmentat com un dels deu millors poetes russos vius, en una enquesta de 110 poetes i crítics russos, i és un dels dos poetes menors de 35 que figura entre aquests deu primers.Alguns crítics el consideren com "potser el poeta més conegut de la seva generació",mentre que uns altres afirmen que recita els seus poemes millor que els que els escriu. La Universitat Herzen organitza un taller sota el títol, "Dmitri Vodénnikov com el nou Blok, Maiakovski i Pugatxova". Es considera el líder de la nova sinceritat en la literatura russa.
Vodennikov es va graduar al departament de filologia l'Institut Pedagògic Estatal de Moscou, i durant quatre anys va treballar com a mestre d'escola. Escriu assajos i columnes per a diverses revistes russes, i presenta dos programes de ràdio dedicats a la poesia: Svobodni vkhod, rus: Свободный вход ("Entrada de franc") a Radio Kultura i Poetítxeski mínimum, rus: Поэтический минимум ("Mínim poètic") a Radio Rossii.

### Poemes en antologies
- 10/30. Стихи тридцатилетних. — Moscou: MK-Periodika, 2002. - 160 p. — ISBN 5-94669-034-5.
- Девять измерений. Антология новейшей русской поэзии. — Moscou: Novoie literatúrnoie obozrénie, 2004. - 408 pàgs.— ISBN 5-86793-299-0.
- Русские стихи 1950—2000 годов. Антология (первое приближение). В En dos volums. - Moscou: Letni sad, 2010. — 920 pàgs.. + 896 pàgs. — ISBN 978-5-98856-110-1 (vols. 1-2)
- Книга, ради которой объединились поэты, объединить которых невозможно. Moscou: Ripol Klàssik, 2010. - 272 pàgs. — ISBN 978-5-386-02348-5.
- Современная поэзия от авторов. Антология современной поэзии в авторском исполнении (àudiobook MP3). Segon número. - MediaKniga, 2010.

### Assaigs en col·leccions
- Статья о Марине Цветаевой в сборнике: Литературная матрица. Учебник, написанный писателями. En 2 volums. - Sant Petersburg: Limbus Press, 2010. - 464 pàgs. + 792 pàgs. — ISBN 978-5-8370-0607-4.
- Эссе «Исповедь китайского лиса-оборотня» в сборнике: Лисья Честность: [сборник рассказов] — Moscou: AST: Astrel; Vladímir: VKT, 2010. - 312 pàgs. — ISBN 978-5-17-064927-3.

## Poemes "Dagaz" i "Guebo"[9]
| « | (rus) Дагаз В нежную зелень раннего летнего утра хорошо начинать жить, хорошо начинать умирать. … первый камешек — родственник перламутра, а второй деревянный, а третий — мать. — А я-то думал: всё, что есть, отдам за белый цвет, за глиняное детство, — а сам не знал, какая мука там, какие судороги, стыд какой, блаженство. | (català) Dagaz En la verdor suau d'un matí de l'estiu, és bo començar a viure, és bo començar a morir. ... la primera pedra - parent de la perla, i la segona és de fusta, i la tercera - la mare. - I he tingut un pensament: tot el que hi ha, donaré pel color blanc, per la infància d'argila - i ni jo ho sabia, quina angoixa allà, quines convulsions, quin fred, felicitat. | » |

| « | (rus) Гебо Ну, вот и умер, — скажи — еще один человек, любивший меня. — Осталось нас, значит, трое. — Но выйдешь из дома за хлебом, а там — длинноногие дети, и что им за дело до нас — с нашей ушедшей любовью? И вдруг догадаешься ты, что жизнь вообще не про это. Не про то, что кто-то умер, а кто-то нет, не о том, что кто-то жив, а кто-то скудеет, а про то, что всех заливает небесный свет, никого особенно не жалеет. | (català) Guebo Doncs, va morir, - digues, una persona més que em va estimar. "Només queden tres de nosaltres ". - Però sortiràs de casa pel pa, i allà - nens amb cames llargues, i quina feina tenen amb nosaltres - amb el nostre amor passat? I de sobte, endevinaràs que la vida no és res d'això . No és pel fet que algú hagi mort, sinó perquè algú no hi és, ni perquè algú és viu, sinó perquè algú pateix, I per això, que tothom els vessi la llum del cel, ningú no lamenta especialment. | » |